# NGC 634
NGC 634 is een spiraalvormig sterrenstelsel in het sterrenbeeld Driehoek. Het hemelobject werd op 26 oktober 1876 ontdekt door de Franse astronoom Édouard Jean-Marie Stephan.

## Synoniemen
- PGC 6059
- UGC 1164
- MCG 6-4-48
- ZWG 521.60
- IRAS01354+3507